# KDDI
KDDI(일본어: ケイディーディーアイ 케이디디아이[*])는 일본의 제2위의 민간 통신 회사이다. 일본의 휴대 전화 브랜드인 au를 운영 중에 있다.
KDDI는 NTT(일본전신전화)의 최대의 라이벌이자, 일본 제2위의 후발 통신 업체이다.
2005년 6월까지 2천만 명이 넘는 고객을 확보했고, 약 18만 명이 3G CDMA2000의 수신 고객이 되었다. 일본전신전화(NTT)의 독점 시장에 대항하여 세워진 KDDI는 20%의 시장을 점유한 일본 2위의 휴대전화기 사업자로 성장했다. 2013년에 들어와서는 약 3800만 명이 넘는 많은 가입자를 유치하고 있다.

## 연혁
KDDI는 1984년 이나모리 가즈오가 NTT(일본전신전화)의 독점에 대항하여 질 좋고 저렴한 통신 서비스를 제공하기 위해 다이니 덴덴 플래닝 회사(Dai-ni Denden Planning Company)로 설립했다. 이듬해인 1985년 DDI로 이름을 바꾸었다. 2000년 10월 1일 DDI, KDD, IDO 3사가 합병해 2001년 KDDI기업이 탄생했다.
정보통신, 네트워크 솔루션, 고속통신망, IP 전화 사업을 시행하며, EZ 무선정보서비스, 이즈웹(EZWeb), 이즈웹메일, 이즈어플리, 이즈무비, 이즈내비워크(GPS) 분야에서 큰 성공을 거두었다.
KDDI는 2002년 4월 CDMA2000 1X 기술을 사용하는 3G 네트워크 서비스를 시작했다. 2004년 11월 음악 벨소리 다운로드 서비스를 시작했다. 2006년 1월 '마이폰로컬서치(Maipon Local Search)'라는 위치 찾기 프로그램을 GPS와 나침반이 장착된 KDDI의 핸드세트에 최초로 탑재했다.
하라주쿠에 ‘KDDI 디자인 스튜디오’라는 고객 전시실을 두고 있다. 현재 주력 사업 분야는 이동통신, 유선통신, 인터넷 서비스, FTTH 서비스, 인터넷폰 서비스이다. 2010년에는 인터넷폰 스카이프(Skype)를 자사의 안드로이드 스마트폰에 탑재했고, 디지털 음악 서비스 제공업체인 KKBOX를 인수했다.
케이디디아이코리아(주)는 1999년 KDDI의 투자자본 유치로 설립되어 국내에서 음성통신서비스를 제공한다.
2014년에는 au경제권 창출을 위한 au Wallet Card를 발표했다.

## 같이 보기
- Au (휴대전화)
- 지북